# Billbergia eloiseae
Billbergia eloiseae är en gräsväxtart som beskrevs av Robert William Read och Lyman Bradford Smith. Billbergia eloiseae ingår i släktet Billbergia och familjen Bromeliaceae. Inga underarter finns listade i Catalogue of Life.